# Spezia Calcio 2016-2017
Questa voce raccoglie le informazioni riguardanti lo Spezia Calcio nelle competizioni ufficiali della stagione 2016-2017.

## Stagione
Nella stagione 2016-2017 lo Spezia disputa il ventiquattresimo campionato di Serie B della sua storia. Raccoglie nel torneo 60 punti con l'ottavo posto finale. Ultimo posto utile per accedere ai Play-off, che devono designare la terza promossa che segue in Serie A la Spal e l'Hellas Verona, prima e seconda in campionato. Nel turno preliminare gli aquilotti affrontano il Benevento, vera sorpresa di questa stagione cadetta, i sanniti si impongono in gara unica (2-1) giocata al Vigorito, in seguito saliranno in Serie A da neopromossa, così come la stessa Spal che ha vinto il torneo. Lo Spezia allenato dal confermato Domenico Di Carlo parte lento in campionato, al termine del girone di andata ha 28 punti, nel girone di ritorno ottiene 32 punti, agguantando l'ultimo posto per gli spareggi promozione. Con 12 reti l'uruguaiano Pablo Granoche arrivato dal Modena, è il miglior realizzatore stagionale degli aquilotti. Discreto il percorso dello Spezia nella Coppa Italia Tim Cup dove nel secondo turno supera (1-0) il Modena, nel terzo turno elimina l'Udinese sbancando il Friuli (2-3), nel quarto turno pareggia (0-0) al Barbera contro il Palermo, ma passa il turno vincendo la lotteria dei calci di rigore (4-5), poi negli ottavi di finale chiude la sua corsa, eliminato (3-1) dal Napoli.

## Organigramma societario
Area direttiva
- Presidente onorario: Gabriele Volpi
- Presidente: Andrea Corradino
- Vicepresidente: Giuseppe Pontremoli
- Amministratore Delegato: Luigi Micheli
- Responsabile amministrativo: Luigi Micheli
- Responsabile settore giovanile: Claudio Vinazzani
- Responsabile Area Comunicazione: Leonar Pinto
- Ufficio Stampa: Gianluca Parenti
- Ufficio marketing e commerciale: Lorenzo Ferretti e Niccolò Gabarello

Area tecnica
- Allenatore: Domenico Di Carlo
- Allenatore in seconda: Claudio Valigi
- Direttore sportivo: Pietro Fusco
- Preparatore dei portieri: Maurizio Rollandi
- Team manager: Leonar Pinto

Area sanitaria
- Responsabile sanitario: Andrea D'Alessandro
- Recupero infortunati: Luca Picasso

## Divise e sponsor
Il fornitore ufficiale di materiale tecnico per la stagione 2016-2017 è Acerbis, mentre gli sponsor di maglia sono Arquati e Credit Agricole - Carispezia.
| 1ª divisa | 2ª divisa | 3ª divisa | 110 anni |

## Rosa
| N. |                      | Ruolo | Calciatore         |
| -- | -------------------- | ----- | ------------------ |
| 1  | Argentina (bandiera) | P     | Leandro Chichizola |
| 3  | Argentina (bandiera) | D     | Nahuel Valentini   |
| 5  | Italia (bandiera)    | D     | Filippo De Col     |
| 6  | Italia (bandiera)    | D     | Pietro Ceccaroni   |
| 7  | Italia (bandiera)    | C     | Daniele Sciaudone  |
| 8  | Venezuela (bandiera) | C     | Franco Signorelli  |
| 9  | Brasile (bandiera)   | A     | Nenè               |
| 10 | Italia (bandiera)    | A     | Antonio Piccolo    |
| 11 | Uruguay (bandiera)   | A     | Jaime Báez         |
| 12 | Italia (bandiera)    | P     | Jacopo Pagnini     |
| 13 | Italia (bandiera)    | C     | Alessandro Deiola  |
| 15 | Spagna (bandiera)    | C     | Jon Errasti        |
| 16 | Italia (bandiera)    | D     | Marco Crocchianti  |
| 17 | Italia (bandiera)    | D     | Francesco Migliore |

| N. |                     | Ruolo | Calciatore       |
| -- | ------------------- | ----- | ---------------- |
| 18 | Nigeria (bandiera)  | A     | David Okereke    |
| 19 | Italia (bandiera)   | D     | Claudio Terzi    |
| 20 | Croazia (bandiera)  | D     | Niko Datković    |
| 23 | Italia (bandiera)   | A     | Alessandro Piu   |
| 24 | Italia (bandiera)   | C     | Luca Vignali     |
| 25 | Italia (bandiera)   | C     | Giulio Maggiore  |
| 26 | Italia (bandiera)   | A     | Giuseppe Mastinu |
| 27 | Italia (bandiera)   | D     | Edoardo Barbato  |
| 28 | Ungheria (bandiera) | D     | Krisztián Tamás  |
| 29 | Uruguay (bandiera)  | A     | Pablo Granoche   |
| 30 | Italia (bandiera)   | C     | Nico Pulzetti    |
| 32 | Italia (bandiera)   | D     | Iacopo Galli     |
| 33 | Italia (bandiera)   | P     | Alex Valentini   |
| 34 | Italia (bandiera)   | A     | Juri Cisotti     |

## Risultati

### Serie B

#### Girone di andata
| Arbitro: | Chiffi (Padova) |

|          |           |            |
| Nenè 79’ | Marcatori | 20’ Rosina |

| Latina 4 settembre 2016, ore 20:30 CEST 2ª giornata | Latina            | 0 – 0 | Spezia | Stadio Domenico Francioni (2 683 spett.)\| Arbitro: \| Sacchi (Macerata) \| |
| Arbitro:                                            | Sacchi (Macerata) |       |        |                                                                             |

| Arbitro: | Marinelli (Tivoli) |

|                     |           |          |
| Avenatti 81’ (rig.) | Marcatori | 67’ Báez |

| Arbitro: | Di Martino (Teramo) |

|                         |           |               |
| Nênè 71’ (rig.) Piu 81’ | Marcatori | 91’ La Mantia |

| Trapani 20 settembre 2016, ore 20:30 CEST 5ª giornata | Trapani          | 0 – 0 | Spezia | Stadio Polisportivo Provinciale (5 181 spett.)\| Arbitro: \| Pinzani (Empoli) \| |
| Arbitro:                                              | Pinzani (Empoli) |       |        |                                                                                  |

| Arbitro: | Manganiello (Pinerolo) |

|         |           |  |
| Piu 56’ | Marcatori |  |

| Arbitro: | Martinelli (Roma) |

|  |           |               |
|  | Marcatori | 20’, 39’ Nênè |

| Arbitro: | Abisso (Palermo) |

|  |           |             |
|  | Marcatori | 47’ Lasagna |

| Arbitro: | Ros (Pordenone) |

|              |           |  |
| D'Angelo 76’ | Marcatori |  |

| Arbitro: | Pezzuto (Lecce) |

|                    |           |  |
| Piu 13’ Deiola 85’ | Marcatori |  |

| Arbitro: | Di Paolo (Avezzano) |

|              |           |             |
| Pulzetti 53’ | Marcatori | 9’Arrighini |

| Arbitro: | Abbattista (Molfetta) |

|             |           |  |
| Chibsah 81’ | Marcatori |  |

| Arbitro: | Pinzani (Empoli) |

|                     |           |                                         |
| Granoche 27’ (rig.) | Marcatori | 16’, 60’ Fossati 31’ Pazzini 89’ Rômulo |

| Arbitro: | Pasqua (Tivoli) |

|             |           |                   |
| Brienza 37’ | Marcatori | 82’ (aut.) Fedele |

| Arbitro: | Manganiello (Pinerolo) |

|               |           |  |
| Sciaudone 65’ | Marcatori |  |

| Arbitro: | Nasca (Bari) |

|             |           |               |
| Troiano 79’ | Marcatori | 27’ Valentini |

| La Spezia 3 dicembre 2016, ore 15:00 CET 17ª giornata | Spezia           | 0 – 0 | Frosinone | Stadio Alberto Picco (6 830 spett.)\| Arbitro: \| Minelli (Varese) \| |
| Arbitro:                                              | Minelli (Varese) |       |           |                                                                       |

| Arbitro: | Pezzuto (Lecce) |

|                        |           |            |
| Mora 36’ Antenucci 68’ | Marcatori | 3’ Piccolo |

| Arbitro: | Pasqua (Tivoli) |

|                   |           |                |
| Granoche 57’, 72’ | Marcatori | 13’ Di Carmine |

| Pisa 24 dicembre 2016, ore 12:30 CET 20ª giornata | Pisa                   | 0 – 0 | Spezia | Stadio Romeo Anconetani (7 701 spett.)\| Arbitro: \| Manganiello (Pinerolo) \| |
| Arbitro:                                          | Manganiello (Pinerolo) |       |        |                                                                                |

| La Spezia 28 dicembre 2016, ore 20:30 CET 21ª giornata | Spezia        | 0 – 0 | Vicenza | Stadio Alberto Picco (6 990 spett.)\| Arbitro: \| Marini (Roma) \| |
| Arbitro:                                               | Marini (Roma) |       |         |                                                                    |

#### Girone di ritorno
| Arbitro: | Di Paolo (Avezzano) |

|          |           |  |
| Coda 43’ | Marcatori |  |

| Arbitro: | Serra (Torino) |

|                                |           |                              |
| Granoche 15’, 71’ Pulzetti 20’ | Marcatori | 79’ Brosco 90+3’ García Tena |

| Arbitro: | Di Martino (Teramo) |

|                          |           |  |
| Đoković 18’ Granoche 70’ | Marcatori |  |

| Arbitro: | Chiffi (Padova) |

|  |           |                           |
|  | Marcatori | 54’ Maggiore 70’ Fabbrini |

| Arbitro: | Piccinini (Forlì) |

|                  |           |                             |
| Granoche 1’, 10’ | Marcatori | 35’ Casasola 90’ Pagliarulo |

| Arbitro: | Nasca (Bari) |

|                           |           |              |
| Macheda 29’ Gălăbinov 45’ | Marcatori | 33’ Granoche |

| Arbitro: | Rapuano (Rimini) |

|                         |           |               |
| Piccolo 45’ Đoković 71’ | Marcatori | 90’ Gigliotti |

| Arbitro: | Pinzani (Empoli) |

|              |           |  |
| Di Gaudio 1’ | Marcatori |  |

| Arbitro: | Ghersini (Genova) |

|                          |           |               |
| Đoković 25’ Granoche 69’ | Marcatori | 18’ Ardemagni |

| Arbitro: | Martinelli (Roma) |

|           |           |              |
| Mauri 75’ | Marcatori | 4’ Sciaudone |

| Arbitro: | Serra (Torino) |

|            |           |  |
| Kouamé 25’ | Marcatori |  |

| Arbitro: | Saia (Palermo) |

|             |           |                                              |
| Piccolo 12’ | Marcatori | 38’ (rig.) Ceravolo 80’ Melara 90’ Ciciretti |

| Arbitro: | Nasca (Bari) |

|  |           |                     |
|  | Marcatori | 79’ (rig.) Granoche |

| Arbitro: | Di Paolo (Avezzano) |

|              |           |  |
| Granoche 14’ | Marcatori |  |

| Arbitro: | Ghersini (Genova) |

|                  |           |  |
| Ciano 53’ (rig.) | Marcatori |  |

| Arbitro: | Chiffi (Padova) |

|                           |           |  |
| Migliore 58’ Pulzetti 81’ | Marcatori |  |

| Arbitro: | Pinzani (Empoli) |

|                            |           |  |
| Dionisi 61’ D. Ciofani 89’ | Marcatori |  |

| La Spezia 29 aprile 2017, ore 15:00 CEST 39ª giornata | Spezia              | 0 – 0 | SPAL | Stadio Alberto Picco (8 690 spett.)\| Arbitro: \| Aureliano (Bologna) \| |
| Arbitro:                                              | Aureliano (Bologna) |       |      |                                                                          |

| Perugia 5 maggio 2017, ore 20:30 CEST 40ª giornata | Perugia           | 0 – 0 | Spezia | Stadio Renato Curi (10 351 spett.)\| Arbitro: \| Ghersini (Genova) \| |
| Arbitro:                                           | Ghersini (Genova) |       |        |                                                                       |

| La Spezia 13 maggio 2017, ore 15:00 CEST 41ª giornata | Spezia         | 0 – 0 | Pisa | Stadio Alberto Picco (7 784 spett.)\| Arbitro: \| Serra (Torino) \| |
| Arbitro:                                              | Serra (Torino) |       |      |                                                                     |

| Arbitro: | Martinelli (Roma) |

|  |           |               |
|  | Marcatori | 11’ Giannetti |

### Play-off
| Arbitro: | Manganiello (Pinerolo) |

|                         |           |          |
| Ceravolo 21’ Pușcaș 24’ | Marcatori | 69’ Nêné |

### Coppa Italia
| Arbitro: | Manganiello (Pinerolo) |

|              |           |  |
| Iemmello 58’ | Marcatori |  |

| Arbitro: | Abisso (Palermo) |

|                        |           |                                    |
| De Paul 35’ Zapata 89’ | Marcatori | 37’ Valentini 40’ Okereke 59’ Nenê |

| Arbitro: | Aureliano (Bologna) |

|                                                      |                      |                                                    |
| Diamanti Hiljemark Aleesami Quaison Balogh Goldaniga | Tiri di rigore 4 – 5 | Sciaudone Okereke Piu I. Galli Chichizola Migliore |

#### Ottavi di Finale
| Arbitro: | Pairetto (Nichelino) |

|                                             |           |             |
| Zieliński 3’ Giaccherini 55’ Gabbiadini 57’ | Marcatori | 35’ Piccolo |

### Statistiche di squadra
| Competizione | p.ti             | In casa | In casa | In casa | In casa | In casa | In casa | In trasferta | In trasferta | In trasferta | In trasferta | In trasferta | In trasferta | Totale | Totale | Totale | Totale | Totale | Totale | DR |
| Competizione | p.ti             | G       | V       | N       | P       | Gf      | Gs      | G            | V            | N            | P            | Gf           | Gs           | G      | V      | N      | P      | Gf     | Gs     | DR |
| ------------ | ---------------- | ------- | ------- | ------- | ------- | ------- | ------- | ------------ | ------------ | ------------ | ------------ | ------------ | ------------ | ------ | ------ | ------ | ------ | ------ | ------ | -- |
| Serie B      | 60               | 21      | 11      | 7       | 3       | 26      | 18      | 21           | 4            | 8            | 9            | 12           | 16           | 42     | 15     | 15     | 12     | 38     | 34     | +4 |
| Play-off     |                  | -       | -       | -       | -       | -       | -       | 1            | 0            | 0            | 1            | 1            | 2            | 1      | 0      | 0      | 1      | 1      | 2      | -1 |
| Coppa Italia | ottavi di finale | 1       | 1       | 0       | 0       | 1       | 0       | 3            | 1            | 1            | 1            | 4            | 5            | 4      | 2      | 1      | 1      | 5      | 5      | 0  |
| Totale       |                  | 22      | 12      | 7       | 3       | 27      | 18      | 25           | 5            | 9            | 11           | 17           | 23           | 47     | 17     | 16     | 14     | 44     | 41     | +3 |